# Vicente Palacios
Vicente Palacios González (Gijón, 1900 – Madrid, 7 dicembre 1936) è stato un calciatore spagnolo, di ruolo attaccante.

## Biografia
Nel 1929 si ritirò dall'attività sportiva e aprì un negozio di ortofrutta nel quartiere Chamberí di Madrid. Morì nel 1936 in seguito allo scoppio della guerra civile spagnola.

## Carriera

### Club
Palacios iniziò la sua carriera di calciatore con lo Sporting Gijón, giocando un totale di 44 partite nelle quali mise a segno 22 reti. Nel 1923 si trasferì a Madrid per motivi di lavoro e si accasò all'Athlétic Madrid. Col club colchonero vinse due campionati regionali di Madrid ed ebbe l'onore di segnare il primo gol nella neonata Primera División, durante la vittoria per 3-2 in casa dell'Arenas Getxo.

### Nazionale
Nel 1923 prese parte alla Copa del Príncipe de Asturias con la selezione dell'Asturia e contribuì alla vittoria finale.